# R.S.V.22-180
Le R.S.V.22, décliné en une version principale R.S.V.22-180 et un prototype R.S.V.22-200, est un avion d'entraînement belge de l'entre-deux-guerres.

## Conception et développement
Stampe et Vertongen réalise son quatrième modèle, un appareil de perfectionnement à double commande. L'objectif du constructeur belge est alors de présenter un avion ayant les caractéristiques des avions militaires mais pour un coût d'utilisation moindre que les appareils de l'époque.
Doté d'un moteur Hispano-Suiza de 180 ch, il est conçu pour recevoir différentes motorisation allant jusqu'à une puissance de 300 ch. 
Un exemplaire, propulsé par un moteur Renard développant 200 ch à 1 650 tr/min, a reçu la désignation R.S.V.22-200. Ce modèle resté unique disposait d'une envergure plus petite (l'aile supérieure mesurait 9,12 m, l'aile inférieure 8,51 m) pour une longueur accrue de 20 cm et des performances légèrement augmentées.

## Description
L'appareil présente une structure de construction mixte. Le bâti-moteur, le train d'atterrissage et les mâts de cabane sont métalliques. Les commandes sont rigides en tube de dural. Le plan fixe de profondeur est réglable en vol grâce à un levier de contrôle disposé à portée de main du pilote. Au début de la mise en service de l'appareil en escadrille, ce dispositif de compensation de la profondeur (trim en anglais) provoqua des accidents. Enfin, signalons que le réservoir de carburant pouvait être largué. 

## Histoire opérationnelle
Vingt exemplaires du R.S.V.22-180 ont été livrés à l'Aéronautique militaire belge. 
C'est sur un appareil R.S.V.22-180 que le lieutenant Edmond Thieffry et le sous-lieutenant aérostier Philippe Quersin (pl) décollent de Deurne pour rejoindre Kinshasa, au Congo belge. Gêné par le mauvais temps, Thieffry fut contraint d'atterrir une première fois en France à Mourmelon, dans la Marne. Après avoir repris leur vol en direction d'Oran, l'appareil est de nouveau contraint à un atterrissage en rase campagne, dans un marais à Clapier, près de Vauvert. Les aviateurs belges parviendront cependant à rentrer en Belgique malgré leur échec.